# グレート・ホイール
グレート・ホイール (Great Wheel) または大観覧車は、イギリス ロンドン アールズ・コートにかつて存在した観覧車である。これは、インド帝国博覧会 (Empire of India Exhibition) のために建設された。建設は1894年3月に始まり、1895年7月17日に開業した。施行業者はモーズリー・サンズ・アンド・フィールドであった。1893年にシカゴに建てられた元祖観覧車、フェリス・ホイールをモデルとしており、全高94メートル (308 ft)で、直径82.3メートル (270 ft)であった。この観覧車の営業は1906年まで続き、40基の客室（各客室の最大定員は40人）は延べ250万人以上の乗客を乗せた。この観覧車は、1906年のオーストリア帝国博覧会 (Imperial Austrian Exhibition) で使用されたのを最後に、1907年に解体された。